# Jacques Lerner
Pour les articles homonymes, voir Lerner.
Joseph Lerner dit Jacques Lerner ou Lerner, né à Jytomyr (gouvernement de Volhynie, Ukraine, Empire russe) le 30 décembre 1885 et mort le 19 décembre 1955 dans le 20e arrondissement de Paris, est un acteur de théâtre et de cinéma français d'origine russe.

## Biographie
Jacques Lerner arrive à Paris dans les années 1890 avec sa famille et s'installe avec elle dans le 11e arrondissement.
On sait peu de chose de sa jeunesse sinon qu'au commerce de son père il préfère très tôt la fréquentation des pistes de cirque et des scènes de music-halls où ses différents apprentissages lui permettent de devenir un artiste complet à la fois acrobate, jongleur, clown, musicien et chanteur. La souplesse de son corps et la grande expressivité de son visage le font rechercher par les plus grandes scènes parisiennes comme les Folies-Bergère et l'Olympia où il apparaît dans la distribution des revues dès le début des années 1910.
Réformé en 1908 puis en 1915, il ne participe pas à la Première Guerre mondiale et va commencer à monter sur les scènes de théâtre désertées par les jeunes comédiens partis sur le front. Après la fin du conflit, il figure également au générique d'une douzaine de films muets puis parlants entre 1921 et 1934.
C'est à partir d'octobre 1924 qu'il connaît une grande popularité tant au niveau national qu'international. Son interprétation du double rôle d'un singe et de son dresseur, dans la pièce le Singe qui parle de René Fauchois, reçoit un tel accueil de la part de la critique et du public qu'il est appelé à en prolonger les représentations pendant 2 ans supplémentaires tant en province et en Algérie que sur les scènes de Londres et de Broadway où il joue en anglais. C'est au cours d'une représentation à New York qu'il est remarqué par le producteur américain William Fox et le réalisateur Raoul Walsh qui l'engage pour tenir le même rôle à l'écran en 1927 dans son film The Monkey Talks.
Sa notoriété lui permet désormais d'obtenir de nombreux engagements dans le répertoire classique et contemporain du théâtre et de l'opérette jusqu'au début de la deuxième guerre mondiale, lors de laquelle les lois anti-juives du gouvernement de Vichy le contraignent à quitter Paris pour se réfugier d'abord en zone libre, puis en Algérie après l'invasion de la zone sud par l'armée allemande. À Alger où il s'est installé, Jacques Lerner poursuit sa carrière en obtenant des engagements à l'Opéra et au Casino de la ville jusqu'en mai 1945.
Mort à l'hôpital Tenon à l'âge de 69 ans, Jacques Lerner est inhumé le 23 décembre 1955 au cimetière du Père-Lachaise.

## Carrière au cinéma
- 1921 : La Terre, d'André Antoine
- 1921 : Miss Rovel, de Jean Kemm (1,770 m) : le marquis de Boisgenet[9]
- 1922 : Don Juan et Faust de Marcel L'Herbier (2,000 m) : Colochon
- 1927 : The Monkey Talks, de Raoul Walsh (1,800 m) : Jocko / Faho[10]
- 1931 : Un soir de rafle, de Carmine Gallone : Fred
- 1932 : La Dame de chez Maxim's, d'Alexandre Korda
- 1932 : La Nuit rouge, court-métrage d'André Rigaud
- 1933 : Du haut en bas, de Georg-Wilhelm Pabst
- 1933 : Coralie et Compagnie, d'Alberto Cavalcanti : M. Brigueil
- 1934 : Le Billet de mille, de Marc Didier
- 1934 : Prince de minuit, de René Guissart : le général Sabourovitch.

## Carrière au théâtre
- 1911 : La Revue des Folies-Bergère, revue en 36 tableaux de P.-L. Flers et Eugène Héros, aux Folies-Bergère (16 février)
- 1912 : La Revue de printemps, revue en 40 tableaux de Georges Arnould, aux Folies-Bergère (3 avril)[11]
- 1913 : En avant, Mars !, grande revue-féérie de Battaille-Henri et Lucien Boyer, musique d'Aimé Lachaume, aux Folies-Bergère (6 mars) : l'agent / Don José / Toto[12]
- 1913 : La Revue merveilleuse, revue en 3 actes et 52 tableaux de Charles Quinel et Henry Moreau, musique de Paul Letombe, à l'Olympia (18 mai) : Tortonsky
- 1913 : Voui ... ma gosse !, revue en 2 actes et 45 tableaux de Fernand Rouvray et Louis Lemarchand, musique de Raphaël Beretta[13], au Moulin-Rouge (7 octobre)[14]
- 1915 : Mam'zelle Boy-Scout, opérette en 3 actes de Paul Bonhomme, musique de Gustave Goublier, au théâtre de la Renaissance (3 avril)
- 1916 : La Victoire en chantant, revue en 2 actes de Valentin Tarault, musique de Paul Nast, à La Cigale (mars)[15]
- 1916 : Dans les bégonias !, revue de Charles-Albert Abadie et Saint-Granier, au cabaret La Pie qui chante (1er juin)
- 1916 : C'est rien bath !, revue à grand spectacle en 2 actes et 35 tableaux de Georges Arnould, à la Gaîté-Rochechouart (28 octobre)
- 1917 : Le Minaret, comédie en 3 actes et en vers de Jacques Richepin, au théâtre de la Renaissance (22 mars)
- 1917 : La Chambre des perroquets, revue de Jean Bastia et Saint-Granier, au cabaret Le Perchoir (octobre) : l'inventeur
- 1918 : Kiss me, ma poule !, revue en 2 actes et 10 tableaux de Charles Quinel et Henry Moreau, musique de Roger Guttinguer, à la Cigale (4 octobre)
- 1919 : Danseront-ils ?, revue de Charles-Albert Abadie et Saint-Granier, au théâtre de la Potinière (4 mai)
- 1920 : Mazout, alors !, revue en deux actes de Saint-Granier et Paul Briquet, musique de Gaston Gabaroche, au théâtre de la Potinière (24 janvier)
- 1920 : L'Amour en folie, revue en 2 actes et 30 tableaux de Louis Lemarchand, aux Folies-Bergère (avril)
- 1920 : Phi-fi-nançons, revue de Jean Marsac et Paul Colline, avec Musidora, au cabaret la Pie qui chante (16 novembre)
- 1921 : Phi-fi-lons-y, revue de Fernand Rouvray, au cabaret Le Coucou (septembre)
- 1921 : La Revue coupée en morceaux, revue de Léonce Paco, au cabaret Le Coucou (octobre)
- 1922 : Par là, c'est Rhur !, revue de Georges de la Fouchardière, au cabaret La Pie qui chante (octobre) : le toréador
- 1924 : C'est d'un chic, revue de Léo Lelièvre, Henri Varna et Fernand Rouvray, au théâtre des Ambassadeurs (mai)
- 1924 : Le Singe qui parle, comédie en 3 actes de René Fauchois, mise en scène de René Rocher, à la Comédie-Caumartin (9 octobre) : François Faho / le singe Jocko (reprise avec le même rôle au théâtre Antoine le 14 novembre 1929 et au théâtre du Vieux-Colombier en mai 1932[16]). Pièce jouée en anglais à Londres et à Broadway avec Jacques Lerner dans le même double rôle.
- 1927 : Mercenary Mary, comédie musicale en 3 actes et 4 tableaux d'Isabel Leighton, musique de William B. Friedlander et Con Conrad, adaptation française d'Yves Mirande, Robert de Simone et Jean Bastia, au théâtre des Bouffes-Parisiens (5 avril)
- 1929 : Rose-Marie, comédie musicale de Rudolf Friml et Oscar Hammerstein II, au Grand-Théâtre de Bordeaux (15 février) puis en tournée
- 1929 : Les Joyeuses Commères de Windsor, comédie en 5 actes de Shakespeare, adaptation de Bernard Zimmer, mise en scène de René Rocher, musique de Georges Auric, au Théâtre Antoine (10 octobre 1929) : Mistress Quickly[17]
- 1930 : La Cinquantaine, scène populaire en 1 acte de Georges Courteline, musique de Paul Delmet, au théâtre des Arts (4 décembre) : l'homme benjamin
- 1931 : Boudu sauvé des eaux, comédie en 4 actes de René Fauchois, en tournée (juillet-août)
- 1932 : Les Précieuses ridicules, comédie en 1 acte et en prose de Molière, au théâtre Antoine : le marquis de Mascarille
- 1932 : Le Mariage forcé, comédie-ballet en 1 acte et en prose de Molière, au théâtre Antoine (17 novembre) : Pancrace
- 1932 : Les Plaideurs, comédie en 3 actes et en vers de Jean Racine au théâtre Antoine : le juge Dandin
- 1935 : Crépuscule du théâtre, pièce en 3 actes et 7 tableaux d'Henri-René Lenormand, au théâtre des Arts (9 janvier) : le professeur Putsch (reprise avec le même rôle au théâtre du Vieux-Colombier le 27 août 1937)
- 1935 : Le Valet de deux maîtres, comédie-bouffe en 3 actes et 9 tableaux de Goldoni, adaptation française d'Alfred Mortier, mise en scène de Jacques Lerner, au théâtre des Arts (3 mai) : Truffaldin
- 1936 : Tout Paris chante, revue en 2 actes et 34 tableaux d'Henri Varna, Léo Lelièvre, Marc Cab et Charles Tutelier, avec Tino Rossi, au Casino de Paris (13 octobre) : le singe
- 1937 : L'Appartement de Zoïka, pièce en 4 actes et 8 tableaux de Mikhaïl Boulgakov, adaptation française de Benjamin Crémieux, mise en scène de René Rocher, au théâtre du Vieux-Colombier (9 février) : le vieux chinois[18]
- 1937 : Les Fausses Confidences, comédie en 3 actes et en prose de Marivaux, au théâtre du Vieux-Colombier (6 mars) : Dubois
- 1937 : Crépuscule du théâtre, pièce en 3 actes et 7 tableaux d'Henri-René Lenormand, au Vieux-Colombier (27 août) : le professeur Putsch
- 1939 : Un coup de soleil, opérette d'Henri Couarrage, Charles-Louis Pothier et Camille de Morlhon, musique de Lucien Pipon, au théâtre Français de Rouen (25 novembre) puis en tournée[19]
- 1941 : Bichon, comédie en 3 actes de Jean de Létraz, au théâtre municipal de Clermont-Ferrand (8 mars)
- 1941 : Le Barbier de Séville, pièce en 4 actes de Beaumarchais, au casino municipal de Cannes (25 octobre)
- 1942 : Variétés 42, revue au casino municipal de Nice (2 mars)
- 1943 : On ne badine pas avec l'amour, drame en 3 actes d'Alfred de Musset, à l'Opéra d'Alger (4 mars) : le Baron
- 1943 : Les Trois valses, opérette en 3 actes et 11 tableaux d'Oscar Straus, adaptation française de Léopold Marchand et Albert Willemetz, à l'Opéra d'Alger (16 avril) : Brunner père et fils
- 1944 : Le Viol, drame en 2 actes de Jean d'Astorcq, Cette pauvre Elina, comédie en 1 acte de Madeleine Guitty, Sur la dalle, drame en 1 acte de Georges Montignac[20] au Casino d'Alger (3 juillet)[21]
- 1944 : S.T. 80, opérette d'aventures de Ludovic Chausson et André Calmettes, musique de Vincent Miralles, au Casino d'Alger (4 décembre)[22]
- 1945 : Dédé, Phi-Phi, opérettes en 3 actes d'Albert Willemetz, musique d'Henri Christiné, et La Veuve joyeuse, opérette en 3 actes de Franz Lehàr, au Casino Music-Hall d'Alger (mai)[23].